# Station Alet-les-Bains
Station Alet-les-Bains is een spoorwegstation in de Franse gemeente Alet-les-Bains.